# Charaxes cithaeron
Charaxes cithaeron là một loài bướm thuộc họ Nymphalidae. Nó được tìm thấy ở miền nam châu Phi.
Sải cánh dài 70–80 mm đối với con đực và 85–95 mm đối với con cái. Thời gian bay quanh năm.
Ấu trùng ăn Trema orientalis, Albizia adianthifolia, Celtis africana, Cola natalensis, Chaerachme aristata, Bafia racemosa, Afzelia quanzensis, Milletia sutherlandi, Maytenus senegalensis, và Craibia brevecaudatus.

## Subpecies
Listed alphabetically.
- C. c. cithaeron C. & R. Felder, 1859
- C. c. joanae van Someren, 1964
- C. c. kennethi Poulton, 1926
- C. c. nairobicus van Son, 1953
- C. c. nyasae van Someren, 1964